# クリッシー・ホワイトヘッド
クリッシー・ホワイトヘッド（Chryssie Whitehead）はアメリカ合衆国のミュージカル女優。サウスカロライナ州出身。

## 来歴
高校時代に学内で行われたミュージカル『コーラス・ライン』の学生公演にて、すぐにオーディションに落選する女優と、ジュディの代役を演じる。
その後、同作のブロードウェイ再演（2006年）にてブロードウェイ・デビュー、クリスティーン役を演じる。この様子は2008年公開のドキュメンタリー映画『ブロードウェイ・ブロードウェイ』内でも紹介された。
その後は、『ホワイトクリスマス』舞台版などに出演している。